# Stavros Kromidas

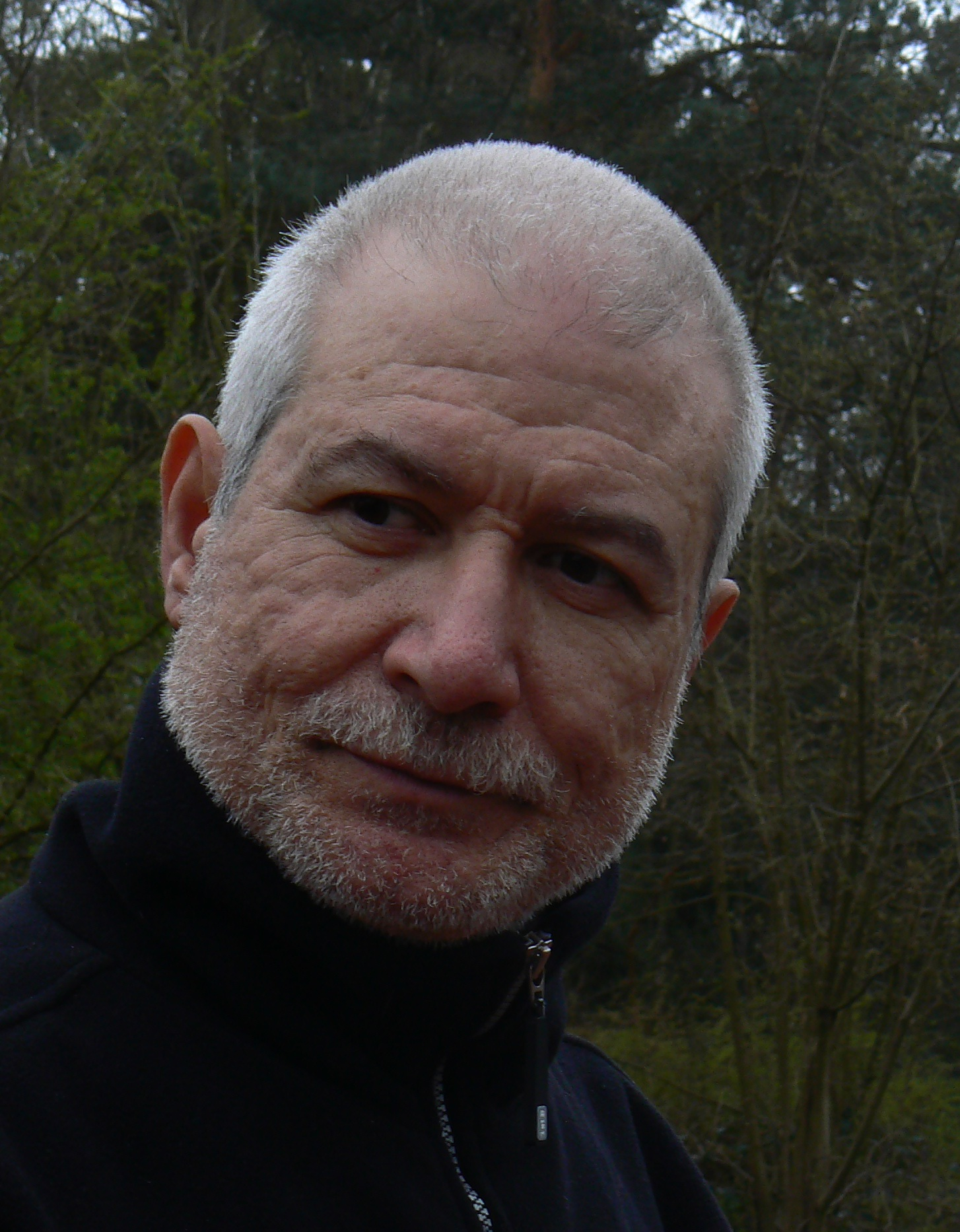
Stavros Kromidas 2012

Stavros Kromidas (* 21. November 1954 in Thessaloniki) ist ein griechischer Chemiker und Autor von Standardwerken zur Hochleistungsflüssigkeitschromatographie (HPLC) und zur Validierung.

## Leben
Kromidas wuchs in Thessaloniki auf und besuchte dort die Deutsche Schule Thessaloniki. Anschließend studierte er Chemie und Biologie in Saarbrücken an der Universität des Saarlandes, wo er 1983 über „Entwicklung neuer chiraler stationärer Phasen für die HPLC“ bei Heinz Engelhardt und Istvan Hálasz promoviert wurde. 1977 heiratete er Gertraud Kromidas (geb. Lenk). Aus der Ehe gingen vier Kinder hervor. 1989 gründete er die NOVIA GmbH, welche er bis zum Verkauf im Jahre 2001 leitete. Seither ist er als Dozent, Unternehmensberater und Autor tätig.

## Fachgebiete
Kromidas’ Schwerpunkt ist die Analytische Chemie, insbesondere HPLC und Methodenvalidierung. Schwerpunkte seiner Forschungsarbeiten sind außerdem Qualitätssicherung, Peakhomogenität/Integration und Gradientenoptimierung. Dabei ist Stavros Kromidas bekannt für seinen pragmatischen Forschungsansatz, welcher an der Praxis im Labor orientiert ist.

## Veröffentlichungen
- Qualität im analytischen Labor. Wiley-VCH, Weinheim 1995, ISBN 978-3-527-28683-6
- HPLC-Tips, Band 1 – Die schnelle Hilfe für jeden Anwender. WEKA BUSINESS MEDIEN, Kissing, (3. Auflage) 2000, ISBN 3-935772-02-5

erweiterte Version (englisch): Practical Problem Solving in HPLC, Wiley-VCH, Weinheim 2000, ISBN 3-527-29842-8
erschienen in Persisch, übersetzt von Maliheh Ghassemi & Proshat Mazhar, 2005, FDCRL
- Handbuch Validierung in der Analytik. Wiley-VCH, Weinheim (2. Auflage) 2011, ISBN 3-527-32938-2
- Validierung in der Analytik. Wiley-VCH, Weinheim (2. Auflage) 2011, ISBN 3-527-32939-0
- Eigenschaften von kommerziellen HPLC-RP-Säulen im Vergleich. Pirrot Verlag, Saarbrücken 2002, ISBN 978-3-930714-78-0
- HPLC-Tipps, Band 2 – Die schnelle Hilfe für jeden Anwender. WEKA BUSINESS MEDIEN, Kissing 2004, ISBN 3-935772-07-6

erweiterte Version (englisch): More Practical Problem Solving in HPLC, Wiley-VCH, Weinheim 2005, ISBN 3-527-31113-0
- (Hrsg.): HPLC richtig optimiert. Wiley-VCH, Weinheim 2006, ISBN 3-527-31470-9

erweiterte Version (englisch): HPLC Made to Measure, Wiley-VCH, Weinheim 2007, ISBN 3-527-31377-X
- mit H.J. Kuss (Hrsg.): Chromatogramme richtig integrieren und bewerten. Wiley-VCH, Weinheim 2008, ISBN 978-3-527-31774-5

erweiterte Version (englisch): Quantification in LC and GC – A practical guide to Good Chromatographic Data, Wiley-VCH, Weinheim 2009, ISBN 978-3-527-32301-2
chinesische Version: 液相与气相色谱定量分析使用指南 [平装], ISBN 978-7-117-13370-8